# Venyera–14
A Venyera–14 (oroszul: Венера–14) egy szovjet űrszonda, amelyet a Venyera-programban indítottak.
1981-ben indult a Vénuszhoz a Venyera–13 és a Venyera–14 űrszonda. Felépítésük megegyezett, tömegük 760 kg. 
A Venyera–14 indítására 1981. november 4-én került sor. A leszállóegység 1982. március 5-én szállt le a Phoebe Regio közelében, 950 km-re a Venyera–13-tól. A leszállóegységet 32 perc működésre tervezték. 57 perc működés után szakadt meg a kapcsolat.

## Küldetés
A Vénusz közelében a szállító/keringő egységről levált a leszállóegység. A szállítóeszköz Vénusz körüli pályára állt, közvetítőállomásként működve továbbította a leszállóegység műszerei által rögzített adatokat.

## Műszerek
A tudományos egységek felépítése megegyezett a Venyera–9 – Venyera–12 űreszközzel. Fényképező-berendezésekkel, mikro-meteorok becsapódását mérő eszközzel, felszínt vizsgáló berendezésekkel, szeizmométer műszerrel, információ-átalakítókkal, adóberendezéssel rendelkezett. Elsőként készített színes felvételeket a sziklás felszínről.

## Külső hivatkozások
- Harmincéves a Venyera-13 és -14